# Joseph (Oper)
Joseph (deutsche Titel: Joseph in Egypten, Joseph und seine Brüder oder Jakob und seine Söhne) ist eine Opéra-comique (Originalbezeichnung: „Opéra en prose“ oder „Drame mêlé de chants“) in drei Akten des französischen Komponisten Étienne-Nicolas Méhul. Das Libretto stammt von Alexandre-Vincent Pineux Duval und basiert auf der biblischen Geschichte von Joseph und seinen Brüdern im Buch Genesis. Die Uraufführung fand am 17. Februar 1807 in der Salle Feydeau der Opéra-Comique in Paris statt.

## Handlung

### Erster Akt
Josephs Palast
Vor vielen Jahren wurde Joseph, der Lieblingssohn Jakobs, von seinen Brüdern nach Ägypten in die Sklaverei verkauft. Dort errang er entgegen den Erwartungen der Brüder Rang und Ansehen sowie die Gunst des Pharaos und wurde bald einer der einflussreichsten und mächtigsten Männer Ägyptens. Als Israel von einer Hungersnot heimgesucht wird, kommen Josephs Brüder nach Ägypten und bitten Cleophas, so nennt sich Joseph in der Oper, um Hilfe. Dabei haben sie keine Ahnung von dessen wahrer Identität. Cleophas empfängt sie warmherzig und hilft ihnen.

### Zweiter Akt
Einige Zelte vor den Stadtmauern von Memphis, das erste reich ausgestattet; Nacht
Joseph (Cleophas) hat erfahren, dass mit seinen Brüdern auch sein Vater Jakob mit nach Ägypten gekommen ist. Daher besucht er seine Brüder nachts in deren Zelt, um wenigstens einen Blick auf seinen schlafenden Vater werfen zu können. Dabei erfährt er auch, dass sein Bruder Siméon unter seiner Schuld an der damaligen Abschiebung Josephs nach Ägypten leidet. Er würde sich nun gerne seinen Verwandten zu erkennen geben, aber sein Berater Utobal hält ihn davon ab. (Dieser kommt im Übrigen im biblischen Originaltext nicht vor).

### Dritter Akt
Josephs Palast
Joseph muss sich vor dem Pharao wegen seiner großzügigen Hilfe gegenüber den Fremden aus Israel verantworten. Gleichzeitig klärt Benjamin seinen Vater Jakob über die wahren Hintergründe des damaligen Verschwindens von Joseph auf. Man hatte Jakob bis dahin mit einer erfundenen Geschichte über das Verschwinden Josephs getäuscht. Daraufhin wird Jakob zornig auf seine Söhne. Joseph, der sich nun zu erkennen gibt, und Benjamin, der einzig unschuldige unter den Brüdern, beschwichtigen ihren Vater wieder. Damit ist die Familie wieder versöhnt und der Pharao gewährt ihnen Asyl in Ägypten.

## Gestaltung
Die Oper besitzt, wie in der Opéra-comique üblich, gesprochene Dialoge.

### Orchester
Die Orchesterbesetzung der Oper enthält die folgenden Instrumente:
- Holzbläser: zwei Flöten (1 auch Piccolo), zwei Oboen, zwei Klarinetten, zwei Fagotte
- Blechbläser: zwei Hörner, zwei Trompeten, Tuba curva
- Pauken
- Harfe
- Streicher
- Bühnenmusik: zwei Trompeten

## Werkgeschichte
Die Entstehung des Werks hängt unmittelbar mit zwei zeitgenössischen Trends zusammen. Zum einen war es um die Entstehungszeit der Oper beliebt, biblische Themen musikalisch zu bearbeiten, zum anderen war Ägypten als orientalisierender Schauplatz seit der Militärexpedition Napoleons im Jahr 1798 für die Franzosen ein faszinierendes Land.

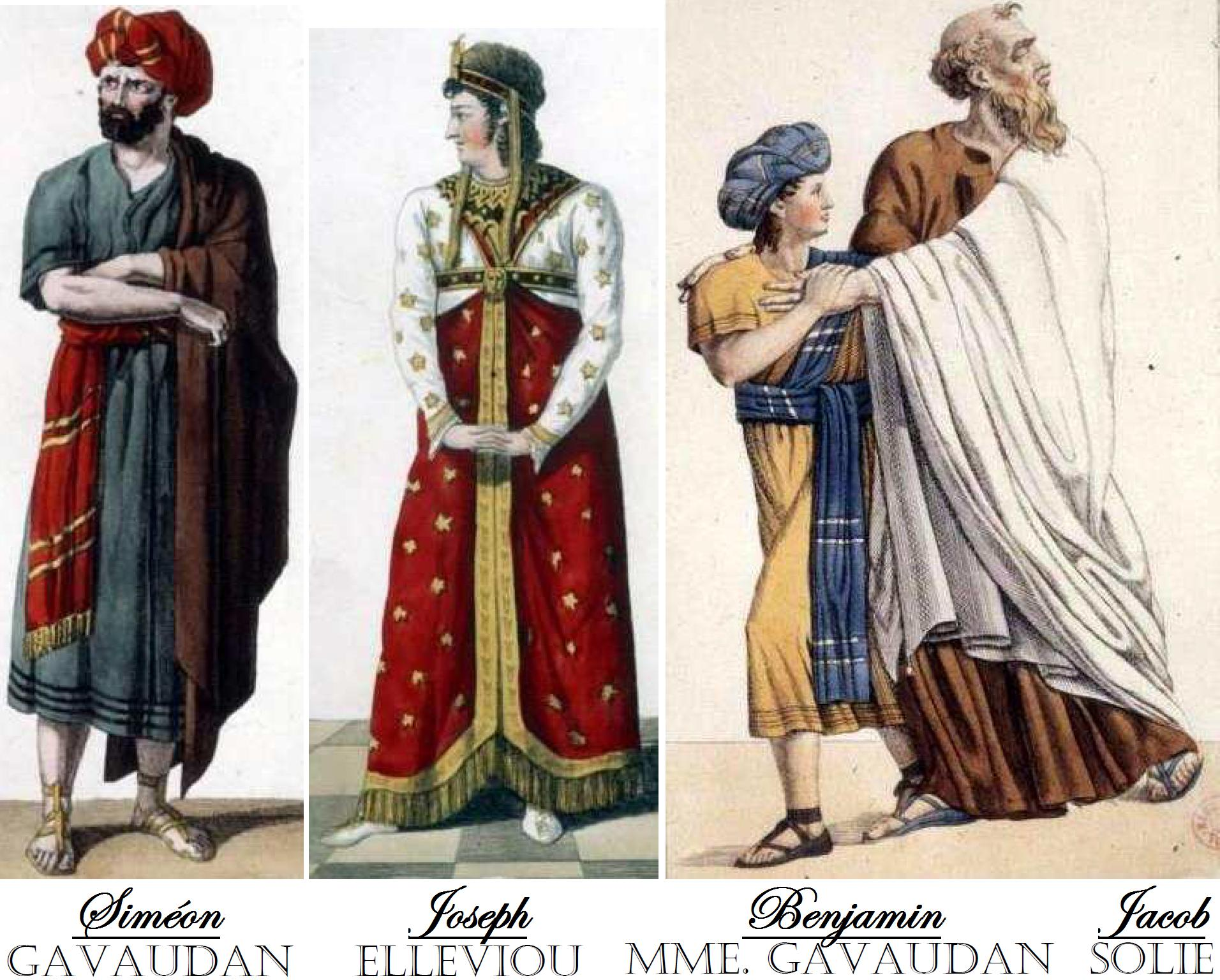
Sänger und Kostüme der Uraufführung

Bei der Uraufführung am 17. Februar 1807 in der Salle Feydeau der Opéra-Comique sangen Jean Elleviou (Joseph), Jean-Pierre Solié (Jacob), Jean Baptiste Sauveur Gavaudan (Siméon), Alexandrine-Adelaïde Gavaudan-Joinville (Benjamin), Pierre Gaveaux (Ruben) und Paul Darancourt (Utobal). Die Oper kam zunächst sehr gut an. Im Jahr 1810 erhielt das Werk sogar einen Preis als die beste Oper, die im ersten Jahrzehnt des 19. Jahrhunderts an der Opéra-Comique uraufgeführt wurde.
Gleichwohl hatte die Oper in Frankreich keinen bleibenden Erfolg. Nach wenigen Wochen verschwand sie vom Spielplan und im Laufe des 19. Jahrhunderts gab es einige wenig erfolgreiche Wiederaufnahmen. Im Gegensatz dazu wurde das Werk in anderen europäischen Ländern zu einem großen Erfolg, ganz besonders in Italien, Belgien und Deutschland. Wegen des biblischen Stoffes wurde die Oper dort oftmals unter der Bezeichnung Oratorium aufgeführt. Es gibt mehrere deutsche Fassungen: Joseph in Egypten bzw. Joseph und seine Brüder (Wien ab 1809, Übersetzung: Franz Josef Hassaureck) oder Jakob und seine Söhne (München ab 1809, Übersetzung: Matthias Georg Lambrecht) oder Joseph (Berlin 1811, Übersetzung: Karl Alexander Herklots). Carl Maria von Weber, der am 30. Januar 1817 mit einer Aufführung der Oper in Dresden das dortige neue deutsche Opern-Departement eröffnete, schätzte das Werk sehr. Bereits im Jahr 1812 hatte Weber in seinem Klavierkonzert Op. 18 Variationen über eine Arie aus dieser Oper geschrieben. Auch andere Komponisten wie Franz Xaver Wolfgang Mozart, Louis Emmanuel Jadin oder Henri Herz nutzten Motive aus der Oper für eigene Variationen über diese Themen. Im Jahr 1883 dirigierte Gustav Mahler das Werk in Olmütz, und im November 1920 war es Richard Strauss, der das Werk wiederum in Dresden herausbrachte.
Zur 200. Wiederkehr der Französischen Revolution wurde die Oper 1989 in Paris aufgeführt. Die Arie des Joseph „Vainement Pharaon… Champs paternels, Hébron, douce vallée“ wurde und wird bis heute von vielen bekannten Tenören gesungen und auf Tonträger eingespielt. Dazu gehören u. a.  John McCormack, Georges Thill, Richard Tauber, Raoul Jobin, Léopold Simoneau, Michael Schade und Roberto Alagna.

## Aufnahmen
Es gibt eine Einspielung der Oper aus dem Jahr 1989. Dabei handelt es sich um die obenerwähnte Pariser Aufführung. Unter der Leitung von Claude Bardon spielte das Orchestre Regional de Picardie. Als Solisten wirkten u. a. mit: Laurence Dale (Joseph), René Massis, Brigitte Lafon, Frédéric Vassar, Natalie Dessay, Antoine Normand und Pierre Jorquera. Die Einspielung ist als CD im Handel erhältlich.
Aus dem Jahr 1955 gibt es zwei Tonträgereinspielungen, die im Jahr 2006 auf einer gemeinsamen Doppel-CD herauskamen. Eine Aufnahme wurde von Wilhelm Schüchter geleitet. Mitwirkende waren u. a. Alexander Welitsch, Libero di Luca, Horst Günter, Ursula Zollenkopf, der Chor des Nordwestdeutschen Rundfunks (NWDR) und das Orchester des NWDR. Auf der zweiten Aufnahme ist erneut Alexander Welitsch zu hören. Weitere Solisten waren Josef Traxel, Bernhard Michaelis und Friederike Sailer. Es spielte das Radio-Symphonieorchester des Süddeutschen Rundfunks, und es sang der Südfunk-Chor. Die Gesamtleitung lag bei Alfons Rischner.

## Digitalisate
- Joseph: Noten und Audiodateien im International Music Score Library Project
- Partitur, Paris. Digitalisat bei Gallica
- Partitur, Paris 1855. Digitalisat bei Gallica
- Libretto (französisch), Paris 1809. Digitalisat der Library of Congress
- Joseph: Jakob und seine Söhne in Ägypten. Libretto (deutsch). Breitkopf und Härtel, Leipzig (n. d.). Digitalisat der Library of Congress
- Joseph und seine Brüder. Libretto (deutsch), Stuttgart (n. d.). Digitalisat der Library of Congress
- Joseph in Egypten/Joseph und seine Brüder. Libretto (deutsch), Wien 1810. Digitalisat der Library of Congress. Übersetzung: Franz Josef Hassaureck